# Léon Houa
Léon Houa (Luik, 8 november 1867 – Bressoux, 31 januari 1918) was een Belgisch wielrenner. Hij is vooral bekend als winnaar van de eerste drie edities van Luik-Bastenaken-Luik in 1892, 1893 en 1894.

## Biografie
Houa werd geboren in Luik in 1867.
De eerste twee edities van La Doyenne waren amateurkoersen. Op 29 mei 1892 was Houa de snelste van een groep van 32 amateurs. De wedstrijd was toen 250 km lang en hij finishte in 10 uur, 48 minuten en 36 seconden. 
Op 28 mei 1893 won hij een tweede maal, ditmaal in 10 uur, 40 minuten voor 25 andere renners. In 1893 won hij ook het Belgisch kampioenschap wielrennen voor amateurs. 
In 1894 werd dan de eerste Luik-Bastenaken-Luik voor profs verreden en ook die wist Houa op zijn naam te schrijven. Hij reed de 223 km-lange wedstrijd uit in 8 uur, 52 minuten en 5 seconden. In 1894 werd Houa ook de eerste Belgisch kampioen wielrennen bij de profs.
In 1912 werd hij testpiloot voor Renault. Hij kwam in 1918 om het leven bij een ongeval tijdens de Ronde van België voor auto's.

## Belangrijkste overwinningen
1892
- Luik-Bastenaken-Luik

1893
- Luik-Bastenaken-Luik
- Belgisch kampioen wielrennen, Amateurs

1894
- Luik-Bastenaken-Luik
- Belgisch kampioen wielrennen, Profs

## Resultaten in voornaamste wedstrijden
| Jaar | Luik-Bast.‑Luik |
| ---- | --------------- |
| 1892 | ↑               |
| 1893 | Goud            |
| 1894 | Goud            |